# Municipio de Callao
Callao Township es una subdivisión territorial inactiva del condado de Macon, Misuri, Estados Unidos. Según el censo de 2020, tiene una población de 445 habitantes.

## Geografía
La subdivisión está ubicada en las coordenadas 39°44′25″N 92°39′41″O / 39.74028, -92.66139. Según la Oficina del Censo de los Estados Unidos, tiene una superficie total de 77.74 km², de la cual 77.07 km² corresponden a tierra firme y 0.67 km² son agua.

## Demografía
Según el censo de 2020, hay 445 personas residiendo en la zona. La densidad de población es de 5.77 hab./km². El 93.93 % de los habitantes son blancos, el 0.22 % es de otra raza y el 5.84 % son de una mezcla de razas. Del total de la población, el 0.67 % son hispanos o latinos de cualquier raza.